# Rallye de Nouvelle-Zélande 2010
Le Rallye de Nouvelle-Zélande 2010 est le 5e rallye du championnat du monde des rallyes 2010.

## Résultats
| Rang              | Pilote             | Copilote            | Numéro            | Voiture                        | Écurie                    | Temps             | Écart             | Points            |
| Toutes catégories | Toutes catégories  | Toutes catégories   | Toutes catégories | Toutes catégories              | Toutes catégories         | Toutes catégories | Toutes catégories | Toutes catégories |
| ----------------- | ------------------ | ------------------- | ----------------- | ------------------------------ | ------------------------- | ----------------- | ----------------- | ----------------- |
| 1.                | Jari-Matti Latvala | Miikka Anttila      | 4                 | Ford Focus RS WRC 09           | BP Ford Abu Dhabi WRT     | 4 h 04 min 09 s 8 |                   | 25                |
| 2.                | Sébastien Ogier    | Julien Ingrassia    | 7                 | Citroën C4 WRC                 | Citroën Junior Team       | 4 h 04 min 12 s 2 | 2 s 4             | 18                |
| 3.                | Sébastien Loeb     | Daniel Elena        | 1                 | Citroën C4 WRC                 | Citroën Total WRT         | 4 h 04 min 25 s 0 | 15 s 2            | 15                |
| 4.                | Mikko Hirvonen     | Jarmo Lehtinen      | 3                 | Ford Focus RS WRC 09           | BP Ford Abu Dhabi WRT     | 4 h 04 min 31 s 1 | 21 s 3            | 12                |
| 5.                | Dani Sordo         | Marc Martí          | 2                 | Citroën C4 WRC                 | Citroën Total WRT         | 4 h 04 min 35 s 6 | 25 s 8            | 10                |
| 6.                | Matthew Wilson     | Scott Martin        | 5                 | Ford Focus RS WRC 08           | M-Sport Stobart Ford WRT  | 4 h 07 min 35 s 8 | 3 min 26 s 0      | 8                 |
| 7.                | Henning Solberg    | Ilka Minor          | 6                 | Ford Focus RS WRC 08           | M-Sport Stobart Ford WRT  | 4 h 10 min 25 s 1 | 6 min 15 s 0      | 6                 |
| 8.                | Jari Ketomaa       | Mika Stenberg       | 29                | Ford Fiesta S2000              | Shanghai FCACA Rally Team | 4 h 14 min 29 s 1 | 10 min 19 s 0     | 4                 |
| 9.                | Federico Villagra  | Jorge Pérez Companc | 9                 | Ford Focus RS WRC 08           | Munchi's Ford WRT         | 4 h 14 min 59 s 6 | 10 min 49 s 0     | 2                 |
| 10.               | Xavier Pons        | Alex Haro           | 28                | Ford Fiesta S2000              | Nupel Global Racing       | 4 h 15 min 23 s 2 | 11 min 13 s 0     | 1                 |
| SWRC              |                    |                     |                   |                                |                           |                   |                   |                   |
| 1. (8.)           | Jari Ketomaa       | Mika Stenberg       | 29                | Ford Fiesta S2000              | Shanghai FCACA Rally Team | 4 h 14 min 29 s 1 | 0 s 0             | 25                |
| PWRC              |                    |                     |                   |                                |                           |                   |                   |                   |
| 1. (14.)          | Hayden Paddon      | John Kennard        | 38                | Mitsubishi Lancer Evolution IX | Haydden Paddon            | 4 h 19 min 28 s 8 | 0 s 0             | 25                |

## Spéciales chronométrées
| Étape       | Spéciale | Heure   | Nom             | Distance | Vainqueur       | Temps         | Leader             |
| ----------- | -------- | ------- | --------------- | -------- | --------------- | ------------- | ------------------ |
| 1re (6 mai) | ES1      | 23 h 03 | Waipu Gorge     | 11,09 km | Petter Solberg  | 6 min 34 s 8  | Petter Solberg     |
| 1re (6 mai) | ES2      | 23 h 26 | Brooks 1        | 13,60 km | Sébastien Ogier | 8 min 13 s 7  | Petter Solberg     |
| 1re (7 mai) | ES3      | 00 h 19 | Bull 1          | 32,56 km | Daniel Sordo    | 20 min 50 s 9 | Daniel Sordo       |
| 1re (7 mai) | ES4      | 01 h 02 | Cassidy 1       | 22,20 km | Daniel Sordo    | 12 min 47 s 5 | Daniel Sordo       |
| 1re (7 mai) | ES5      | 03 h 58 | Springfield     | 9,87 km  | Sébastien Ogier | 5 min 36 s 5  | Sébastien Ogier    |
| 1re (7 mai) | ES6      | 04 h 11 | Brooks 2        | 13,60 km | Sébastien Ogier | 7 min 56 s 5  | Sébastien Ogier    |
| 1re (7 mai) | ES7      | 04 h 59 | Bull 2          | 32,56 km | Sébastien Loeb  | 20 min 01 s 1 | Jari-Matti Latvala |
| 1re (7 mai) | ES8      | 05 h 42 | Cassidy 2       | 22,20 km | Petter Solberg  | 12 min 15 s 2 | Petter Solberg     |
| 1re (7 mai) | ES9      | 08 h 45 | Auckland Domain | 1,50 km  | Sébastien Loeb  | 1 min 06 s 4  | Petter Solberg     |
| 1re (7 mai) | ES10     | 21 h 43 | New Franklin 1  | 20,82 km | Sébastien Loeb  | 11 min 39 s 9 | Sébastien Ogier    |
| 1re (7 mai) | ES11     | 22 h 33 | Baker 1         | 21,42 km | Sébastien Loeb  | 12 min 45 s 6 | Sébastien Ogier    |
| 1re (7 mai) | ES12     | 23 h 11 | Te Akau Coast 1 | 30,89 km | Sébastien Loeb  | 18 min 08 s 3 | Sébastien Ogier    |
| 2e (8 mai)  | ES13     | 01 h 46 | Hampton Downs 1 | 4,68 km  | Sébastien Ogier | 2 min 38 s 3  | Sébastien Ogier    |
| 2e (8 mai)  | ES14     | 02 h 49 | New Franklin 2  | 20,82 km | Sébastien Loeb  | 11 min 14 s 5 | Sébastien Ogier    |
| 2e (8 mai)  | ES15     | 03 h 39 | Baker 2         | 21,42 km | Sébastien Loeb  | 12 min 05 s 1 | Sébastien Ogier    |
| 2e (8 mai)  | ES16     | 04 h 17 | Te Akau Coast 2 | 30,89 km | Sébastien Loeb  | 17 min 26 s 2 | Sébastien Ogier    |
| 2e (8 mai)  | ES17     | 05 h 59 | Hampton Downs 2 | 4,68 km  | Sébastien Ogier | 2 min 36 s 3  | Sébastien Ogier    |
| 2e (8 mai)  | ES18     | 22 h 38 | Te Hutewai 1    | 11,18 km | Mikko Hirvonen  | 7 min 53 s 5  | Sébastien Loeb     |
| 2e (8 mai)  | ES19     | 23 h 11 | Whaanga Coast 1 | 29,67 km | Petter Solberg  | 21 min 27 s 9 | Sébastien Ogier    |
| 3e (9 mai)  | ES20     | 00 h 51 | Te Hutewai 2    | 11,18 km | Sébastien Loeb  | 7 min 30 s 9  | Sébastien Ogier    |
| 3e (9 mai)  | ES21     | 01 h 24 | Whaanga Coast 2 | 29,67 km | Daniel Sordo    | 20 min 49 s 3 | Jari-Matti Latvala |

## Classements au championnat après l'épreuve

### Classement des pilotes
| Rang | Pilote               | Rallyes | Rallyes | Rallyes | Rallyes | Rallyes | Rallyes | Rallyes | Rallyes | Rallyes | Rallyes | Rallyes | Rallyes | Rallyes | Total points |
| Rang | Pilote               | SUE     | MEX     | JOR     | TUR     | NZL     | POR     | BUL     | FIN     | GER     | JPN     | FRA     | ESP     | GBR     | Total points |
| ---- | -------------------- | ------- | ------- | ------- | ------- | ------- | ------- | ------- | ------- | ------- | ------- | ------- | ------- | ------- | ------------ |
| 1er  | Sébastien Loeb       | 18      | 25      | 25      | 25      | 15      | -       | -       | -       | -       | -       | -       | -       | -       | 108          |
| 2e   | Jari-Matti Latvala   | 15      | 10      | 18      | 4       | 25      | -       | -       | -       | -       | -       | -       | -       | -       | 72           |
| 3e   | Mikko Hirvonen       | 25      | 12      | 0       | 15      | 12      | -       | -       | -       | -       | -       | -       | -       | -       | 64           |
| 4e   | Sébastien Ogier      | 10      | 15      | 8       | 12      | 18      | -       | -       | -       | -       | -       | -       | -       | -       | 63           |
| 5e   | Petter Solberg       | 2       | 18      | 15      | 18      | Ab.     | -       | -       | -       | -       | -       | -       | -       | -       | 53           |
| 6e   | Daniel Sordo         | 12      | 0       | 12      | Ab.     | 10      | -       | -       | -       | -       | -       | -       | -       | -       | 34           |
| 7e   | Matthew Wilson       | 6       | 0       | 10      | 6       | 8       | -       | -       | -       | -       | -       | -       | -       | -       | 30           |
| 8e   | Federico Villagra    | -       | 6       | 6       | 8       | 2       | -       | -       | -       | -       | -       | -       | -       | -       | 22           |
| 9e   | Henning Solberg      | 8       | 8       | 2       | 0       | 6       | -       | -       | -       | -       | -       | -       | -       | -       | 24           |
| 10e  | Kimi Räikkönen       | 0       | Ab.     | 4       | 10      | -       | -       | -       | -       | -       | -       | -       | -       | -       | 14           |
| 11e  | Xavier Pons          | -       | 4       | 1       | -       | 1       | -       | -       | -       | -       | -       | -       | -       | -       | 6            |
| 12e  | Mads Østberg         | 4       | -       | -       | -       | -       | -       | -       | -       | -       | -       | -       | -       | -       | 4            |
| 12e  | Jari Ketomaa         | -       | -       | 0       | -       | 4       | -       | -       | -       | -       | -       | -       | -       | -       | 4            |
| 14e  | Martin Prokop        | 0       | 2       | -       | -       | 0       | -       | -       | -       | -       | -       | -       |         | -       | 2            |
| 14e  | Dennis Kuipers (en)  | 0       | -       | -       | 2       | -       | -       | -       | -       | -       | -       | -       | -       | -       | 2            |
| 16e  | Armindo Araujo       | 0       | 1       | 0       | -       | -       | -       | -       | -       | -       | -       | -       | -       | -       | 1            |
| 16e  | Per-Gunnar Andersson | 1       | -       | 0       | -       | -       | -       | -       | -       | -       | -       | -       | -       | -       | 1            |
| 16e  | Aaron Burkart        | -       | -       | -       | 1       | -       | -       | -       | -       | -       | -       | -       | -       | -       | 1            |

| Couleur | Résultat                                                         |
| ------- | ---------------------------------------------------------------- |
| Or      | Vainqueur                                                        |
| Argent  | 2e place                                                         |
| Bronze  | 3e place                                                         |
| Vert    | Classé, dans les points                                          |
| Bleu    | Classé, hors des points Non classé (Nc.)                         |
| Mauve   | Abandon (Ab.) Retrait (Re.)                                      |
| Noir    | Disqualifié (Dq.)                                                |
| Blanc   | N'a pas pris le départ (Np.) Forfait (Forf.) Épreuve annulée (A) |
| Aucune  | N'a pas participé (-)                                            |

### Classement des constructeurs
| Rang | Équipe                             | Rallyes | Rallyes | Rallyes | Rallyes | Rallyes | Rallyes | Rallyes | Rallyes | Rallyes | Rallyes | Rallyes | Rallyes | Rallyes | Total points |
| Rang | Équipe                             | SUE     | MEX     | JOR     | TUR     | NZL     | POR     | BUL     | FIN     | GER     | JPN     | FRA     | ESP     | GBR     | Total points |
| ---- | ---------------------------------- | ------- | ------- | ------- | ------- | ------- | ------- | ------- | ------- | ------- | ------- | ------- | ------- | ------- | ------------ |
| 1er  | Citroën Total World Rally Team     | 30      | 31      | 40      | 25      | -       | -       | -       | -       | -       | -       | -       | -       | -       | 126          |
| 2e   | BP Ford Abu Dhabi World Rally Team | 40      | 27      | 20      | 24      | -       | -       | -       | -       | -       | -       | -       | -       | -       | 111          |
| 3e   | Citroën Junior Team                | 14      | 18      | 16      | 27      | -       | -       | -       | -       | -       | -       | -       | -       | -       | 75           |
| 4e   | Stobart M-Sport Ford Rally Team    | 14      | 14      | 16      | 12      | -       | -       | -       | -       | -       | -       | -       | -       | -       | 56           |
| 5e   | Munchi's Ford World Rally Team     | -       | 8       | 8       | 10      | -       | -       | -       | -       | -       | -       | -       | -       | -       | 26           |